# 郭雨新
郭雨新（1908年8月20日—1985年8月2日），字沖雲，外號「黨外祖師爺」，是出身於臺灣宜蘭的黨外運動政治人物。
他在擔任臺灣省議會議員時，因與其他多位議員致力於對有關當局提出建議，並持續從事於地方自治及民主化事務之推動，被共同尊稱為「五龍一鳳」。後來他因其政治主張的緣故被當時國民黨政府的情治機關密切監視，因而決定前往美國，最後病逝於華盛頓哥倫比亞特區。黨外運動知名人物陳菊曾擔任他的秘書。

## 生平

### 戰前
郭雨新於1908年生於宜蘭廳宜蘭區宜蘭街（今宜蘭縣宜蘭市），之後就讀宜蘭公學校。其父郭根生在其就讀公學校期間逝世，後為償還父債而家道中落，令郭雨新在1922年畢業後無法升學，只能在公學校中擔任工友以糊口。
1926年（大正15年）宜蘭成立台北州立宜蘭農林學校（今國立宜蘭大學），郭雨新以第一名考進。1931年（昭和6年）畢業，靠鉅富林松壽學費贊助進入臺北帝國大學農林專門部，1934年（昭和9年）3月畢業。畢業後進入林松壽的公司林本源興殖株式會社，同年6月與石宛然結婚。1938年（昭和13年）長女出生。
1940年，郭雨新攜家至上海經商，1945年至北京，後於1946年回臺。

### 戰後省議員時期
1948年，郭雨新加入中國青年黨。1949年獲遴選擔任台灣省參議會參議員。1951年至1971年間擔任中華民國臺灣省臨時省議員、四屆省議員（廿二年），與李萬居、郭國基、吳三連、李源棧（另有一說含湯慶松）合稱「省議會五虎將」，又與許世賢合稱「五龍一鳳」之美名。
郭雨新畢生投入民主運動，其政治主張較嚮往美國的兩黨民主政治，反對蔣中正的獨裁政權。在議會中有「小鋼砲」之稱。
1958年，當選省警民協會常務監事。
1960年，郭與雷震等人籌組反對黨「中國民主黨」對抗長期執政的中國國民黨。雷震入獄後，郭在生活上即備受國民黨政府情治單位騷擾。
1972年，郭雨新欲競選連任省議員，但遭到國民黨當局破壞而放棄。1973年，郭雨新參加增額監察委員選舉，73名省議員在國民黨當局騷擾恐嚇下竟無人投給郭，導致郭拿到了「零票」落選。

### 1975年立委選舉
1975年，郭雨新以曹操名句「老驥伏櫪，志在千里；烈士暮年，壯心未已」為口號，以67歲之姿參與第一屆立法院第二次增額立法委員選舉，投票日是當年年底12月20日。郭雨新提出包括「國會全面改選」、「廢除戒嚴令」、「解除報禁」、「總統及台北市長直接民選」、「釋放政治犯」、「確保言論、出版、集會結社的真正自由」等政見，但在該次選舉中出現選舉作票的跡象，令他以敗選告終。其選區宜蘭的開票結果出現高達八萬張選票被列為廢票、挖馬路時挖出一大袋投給郭雨新的選票、及開票數大於投票數等公家作票之嫌的情事，引起宜蘭市兩萬人上街抗議，差點激起暴動。
郭雨新先生競選立委失敗後，律師姚嘉文和林義雄認為當時同時參選的林榮三有明顯的賄選情形，應該對林榮三進行法律訴訟，這是台灣選舉運動史上第一次對於質疑選舉不公提出法律訴訟。他們兩人將這次選舉及訴訟經過寫成《虎落平陽－選戰！官司！郭雨新》一書，但此書於同年11月被查禁。
1976年，林義雄與姚嘉文為其提起選舉無效之訴的官司。
1977年，郭雨新因其黨外的政治主張遭到國民黨政府情治機關特務二十四小時跟監，於是郭在4月離開台灣，轉赴美國。
1978年1月21日，郭雨新曾在華盛頓特區宣佈爭取競選中華民國總統，他稱：「我們堅信，倘若台灣人民能對政治主張公開表態，他們多數會選擇一個新而獨立的國家。」
1979年，郭雨新成立台灣民主運動海外同盟。
1985年8月2日，郭雨新病逝於美國華盛頓特區亞歷山大醫院，同年8月24日，葬於臺灣臺北陽明山公墓。

## 相關連結
- 台灣地方派系
- 黨外運動